# Kennet (Schiff)
HMS Kennet war ein Zerstörer der River-Klasse der britischen Royal Navy. Zu Beginn des Ersten Weltkriegs befand die Kennet sich auf der China Station und wurde vor Tsingtau eingesetzt.  Von Ende 1914 bis zum Kriegsende befand sich das Boot im Mittelmeer. Es wurde 1919 in Dover verschrottet.

## Baugeschichte
Die zweite Kennet der Royal Navy wurde 1902 zusammen mit 10 weiteren Booten von der Admiralität nach einer neuen Ausschreibung bestellt, von der in den beiden folgenden Jahren weitere Boote bestellt wurden und von der schließlich 36 Boote als River-Klasse in den Dienst der Royal Navy kamen.
Das Konzept der Klasse entstand aus einer Forderung von John de Robeck, Ende 1900 Befehlshaber der Zerstörer der Mittelmeerflotte, der Zerstörer mit größerem Aktionsradius als die bis dahin beschafften sogenannten „30-knotter“ und „27- knotter“ forderte. Robeck forderte eine Reichweite von 1650 sm bei einer Marschgeschwindigkeit von 18 kn gegenüber den 1400 sm bei 13 kn der zuletzt beschafften Boote. Robecks Ideen und weitere Vorschläge wurden von seinem Befehlshaber, Admiral „Jackie“ Fisher, unterstützt, der auch die deutschen Torpedoboote der S-90-Klasse als gute Vorbilder für neue Torpedoboote anführte.
Im Juli 1901 genehmigte der Chefkonstrukteur der Royal Navy, Sir William Henry White, den Grundentwurf künftiger Zerstörer, der viele Vorschläge Robecks und seiner Kollegen übernahm. Die neuen Boote sollten seefester sein, ein erhöhtes Vorschiff und eine weiter zurückgesetzte Brücke erhalten. Sie sollten eine schwere und zuverlässigere Maschine erhalten. Die geforderte Höchstgeschwindigkeit wurde schließlich sogar auf 25,5 kn herabgesetzt. Allerdings sollte diese Geschwindigkeit unter annähernd realistischen Bedingungen mit 95 Tonnen Kohlen an Bord erreicht werden, was bei den zuletzt bestellten „30-knottern“ nicht der Fall war. Die neuen Zerstörer waren daher bei allen Wetterlagen außer völliger Windstille und absolut ruhiger See schneller als ihre Vorgänger.
Wie bei den bislang gebauten britischen Zerstörern forderte die Admiralität private Werften zur Vorlage von Entwürfen nach dem Rohentwurf auf. Durch dieses Verfahren unterschieden sich die Boote der verschiedenen Werften in Details in der äußeren wie inneren Ausführung. Sechs Werften, die alle schon zuvor Zerstörer für die Navy gebaut hatten, erhielten Aufträge für Bauten der River-Klasse.

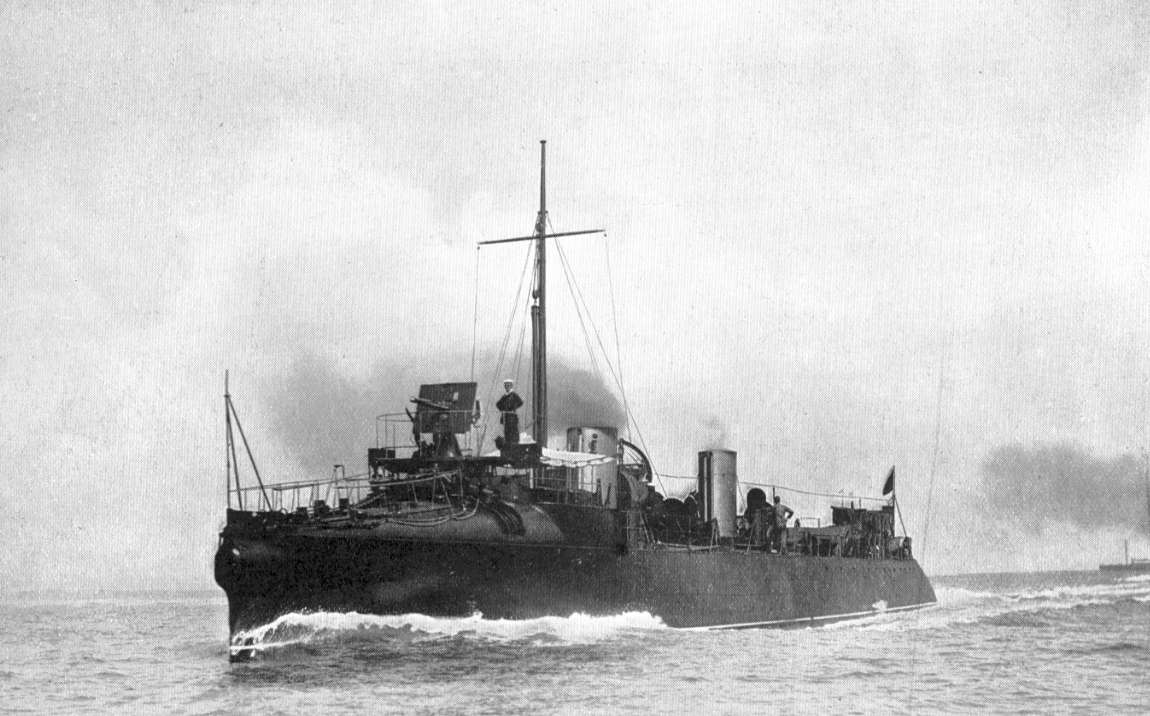
HMS Daring, erster Zerstörer der Werft Thornycroft & Co. für die Royal Navy

Mit bislang 16 Booten seit der zuerst gelieferten Daring hatte die Werft Thornycroft & Co., damals noch in Chiswick, bis dahin die Mehrzahl der britischen torpedoboat destroyer geliefert. Auch für den neuen Typ erhielt die Werft Bauaufträge für vier Boote. Als erstes lief die Kennet, benannt nach einem Fluss in Südwest-England, am 4. Dezember 1903 vom Stapel. Ihre Bewaffnung unterschied sich anfangs nicht von den zuletzt gelieferten Booten. Allerdings wurden die fünf anfangs installierten 6-Pfünder schon 1906 durch drei 12-Pfünder seitlich am Decksprung und am Heck ersetzt.

## Einsatzgeschichte
Nach der Indienststellung zum Jahresbeginn 1905 wurde die Kennet der „East Coast Destroyer Flotilla“ in Harwich zugeteilt. In dieser Flottille begannen alle Zerstörer der Klasse ihren Dienst bis auf vier von Palmers gelieferte Boote (Exe, Dee, Swale, Wear), die 1904 auf die China Station gingen.
Bei einer Übung der Flottille mit Scharfschießen und Nachtmanövern am 27. April 1908 vor Harwich rammte der Scout-Kreuzer HMS Attentive das Yarrow-Boot HMS Gala und zerschnitt es in zwei Teile, die rasch sanken. Bis auf den Ingenieuroffizier der Gala konnten alle Besatzungsmitglieder gerettet werden. Anschließend rammte der Kreuzer auch noch das Schwesterboot HMS Ribble, das aber mit eigener Kraft Sheerness als Nothafen anlaufen konnte.

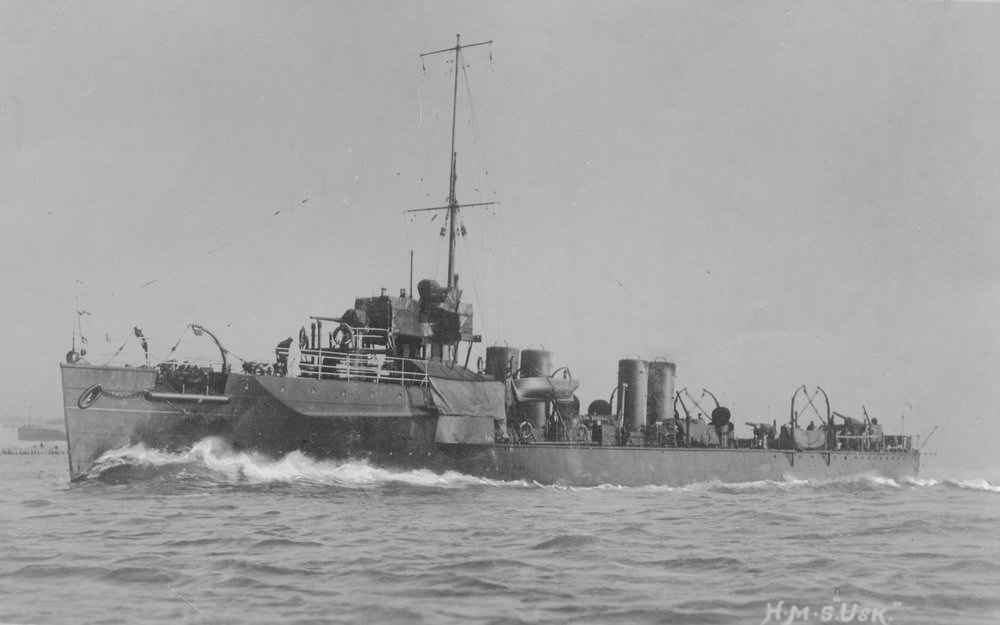
Zerstörer Usk des Typs Yarrow-E

1909 wurde die Kennet mit ihren drei Schwesterbooten Jed, Chelmer und Colne sowie den Yarrow-Booten Ribble, Usk und Welland der China Station zugewiesen.
Am 30. August 1912 ordnete die Admiralität die Umbenennung aller Zerstörer-Klassen nach Buchstaben an. Die Boote der River-Klasse bildeten dann die E-Klasse. Von den elf Booten auf der China Station verließen die vier dort seit 1904 eingesetzten Palmer-Boote in der ersten Hälfte des Jahres 1914 China und kehrten nach Europa zurück.

### Dienst im Ersten Weltkrieg
Im Juli 1914 versammelten sich die Einheiten der China Station in Hongkong. Am Morgen des 6. August 1914 verließen die fünf Zerstörer Colne, Jed, Usk, Welland und Kennet mit dem alliierten China-Geschwader unter Vizeadmiral Sir Martyn Jerram Hongkong. Neben dem Flaggschiff Minotaur gehörten der Panzerkreuzer Hampshire, die französische Dupleix, die britischen Kleinen Kreuzer Newcastle und  Yarmouth, die Kanonenboote Clio und Cadmus sowie das in Eile reaktivierte alte Linienschiff Triumph zum Verband.  Der Zerstörer Ribble blieb zum Schutz der Basis zurück; die Chelmer war wegen einer Kesselreparatur nicht einsatzbereit.
Das Linienschiff blockierte mit den Kanonenbooten und den Zerstörern den deutschen Stützpunkt Tsingtau, während die Kreuzer nach Versorgern des deutschen Ostasiengeschwaders suchten und begannen, die deutschen Südseegebiete nach dem Verbleib des Geschwaders aufzuklären.
Am 22. August  kam es zu einem Gefecht zwischen der Kennet unter Lieutenant Commander F.A. Russel und dem deutschen Torpedoboot S 90, als der britische Zerstörer die patrouillierende S 90 entdeckte und abzufangen versuchte. S 90 erwiderte das Feuer und lockte dadurch die Kennet in den Feuerbereich einer 105 mm-Landbatterie, die sofort Treffer erzielte. Als auch noch die Jaguar auslief, drehte die Kennet ab, die 3 Tote und 7 Verwundete an Bord hatte und deren Steuerbord-Zwölfpfünder zerstört war. Am 24. November 1914 zogen die Briten nach der japanischen Kriegserklärung ihre Einheiten wieder nach Hongkong zurück. Nach der Eroberung von Tsingtau durch die Japaner und der Versenkung des deutschen Kleinen Kreuzers Emden wurden im November 1914 die Triumph und die Zerstörer von der China Station zur Unterstützung des alliierten Angriffs auf die Dardanellen ins Mittelmeer abgezogen. Die sieben Zerstörer der River-Klasse wurden der 5. Zerstörer-Flottille der britischen Mittelmeerflotte unterstellt.

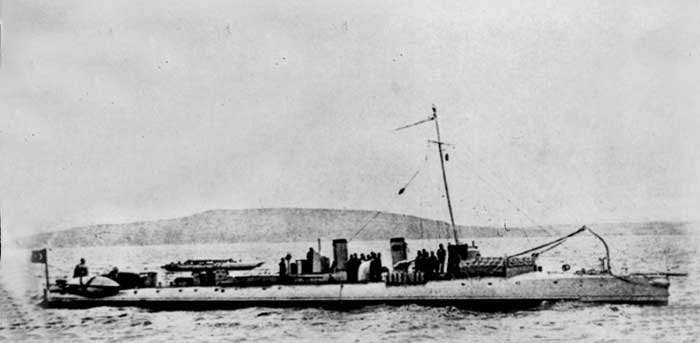
Torpedoboot der Demir Hissar-Klasse

Mitte April 1915 trafen die Kennet, die Jed und das Palmer-Boot Wearin Skyros ein. Am 16. April verfolgten die drei Zerstörer das kleine osmanische Torpedoboot Demir Hissar (97 t, 1907 aus Frankreich geliefert), das den Transporter Manitou vor Tribouki angegriffen hatte. Sie trieben das Boot auf die Küste von Chios und zerstörten es. Die Besatzungen der Zerstörer wurden mit Prisengeld belohnt. Die Boote klärten die Küste auf, und am 25. April 1915 unterstützten die Kennet und die Jed die Landungen von Teilen der 3. Division in der sogenannten ANZAC Cove auf Gallipoli.
Anfang Juli war die Kennet dann in Port Iero auf der Insel Lesbos stationiert und gehörte zur „Smyrna Patrol“, die 200 sm der türkischen Küste einschließlich Izmir (damals meist Smyrna) überwachte. Ende November wurde die Kennet erneut zur Artillerieunterstützung bei den britischen Brückenköpfen bei Suvla auf Gallipoli eingesetzt.
Sie blieb dann bis zum Kriegsende im Mittelmeer und verlegte erst 1919 zurück auf die Britischen Inseln, wo sie außer Dienst gestellt und im Dezember 1919 nach Dover zum Abbruch verkauft wurde.

## Schwesterboote vom Thornycroft- u. White-Typ und die Boote des Yarrow-Typs
| Name            | Stapellauf       | in Dienst            | Einsatz                                   | außer Dienst     |
| --------------- | ---------------- | -------------------- | ----------------------------------------- | ---------------- |
| Thornycroft-Typ | Chiswick         |                      | zwei hohe Schornsteine                    |                  |
| HMS Jed         | 16. Februar 1904 | . Januar 1905        | 1910 China, 1915 Dardanellen              | 29. Juli 1920    |
| HMS Chelmer     | 8. Dezember 1904 | . Juni 1905          | 1910 China, 1915 Dardanellen              | 30. Juni 1920    |
| HMS Colne       | 21. Mai 1905     | . Juli 1905          | 1910 China, 1915 Dardanellen              | 4. November 1919 |
| White-Typ       | Cowes            |                      | zwei hohe Schornsteine                    |                  |
| HMS Ness        | 5. Januar 1905   | August 1905          | ab 1915 Humber Patrol                     | 27. Mai 1919     |
| HMS Nith        | 7. März 1905     | . Oktober 1905       | ab 1915 Humber Patrol                     | 23. Juni 1919    |
| Yarrow-Typ      | Poplar           |                      | vier Schornsteine in Paaren               |                  |
| HMS Usk         | 25. Juli 1903    | . März 1904          | 1910 China, 1915 Dardanellen              | 29. Juli 1920    |
| HMS Teviot      | 7. November 1903 | . April 1904         | Portsmouth und Dover Patrol               | 23. Juni 1919    |
| HMS Ribble      | 19. März 1904    | . Juni 1904          | 1910 China, 1915 Dardanellen              | 29. Juli 1920    |
| HMS Welland     | 14. April 1904   | . Juli 1905          | 1910 China, 1915 Dardanellen              | 30. Juni 1920    |
| HMS Gala        | 7. Januar 1905   | 570 t April 1905     | nach Kollision am 27. April 1908 gesunken |                  |
| HMS Garry       | 21. März 1905    | 570 t September 1905 | Portsmouth und Dover Patrol               | 22. Oktober 1919 |